# Episodi di PSI Factor (terza stagione)
La terza stagione della serie televisiva PSI Factor è stata trasmessa in anteprima in Canada in syndication tra il 27 settembre 1998 e il 23 maggio 1999.
| nº | Titolo originale           | Titolo italiano | Prima TV Canada   | Prima TV Italia |
| -- | -------------------------- | --------------- | ----------------- | --------------- |
| 1  | Jaunt                      |                 | 27 settembre 1998 |                 |
| 2  | Comings & Goings           |                 | 4 ottobre 1998    |                 |
| 3  | Heartland                  |                 | 11 ottobre 1998   |                 |
| 4  | Palimpsest                 |                 | 8 novembre 1998   |                 |
| 5  | The Kiss                   |                 | 18 ottobre 1998   |                 |
| 6  | Absolution                 |                 | 25 ottobre 1998   |                 |
| 7  | Little People              |                 | 29 novembre 1998  |                 |
| 8  | Return                     |                 | 15 novembre 1998  |                 |
| 9  | All Hallow's Eve           |                 | 1º novembre 1998  |                 |
| 10 | Chango                     |                 | 30 gennaio 1999   |                 |
| 11 | The Winding Cloth          |                 | 23 gennaio 1999   |                 |
| 12 | Harlequin                  |                 | 22 novembre 1998  |                 |
| 13 | Old Wounds                 |                 | 20 febbraio 1999  |                 |
| 14 | Solitary Confinement       |                 | 6 febbraio 1999   |                 |
| 15 | Valentine                  |                 | 15 febbraio 1999  |                 |
| 16 | The Observer Effect        |                 | 27 febbraio 1999  |                 |
| 17 | School of Thought          |                 | 12 aprile 1999    |                 |
| 18 | Y2K                        |                 | 19 aprile 1999    |                 |
| 19 | Tribunal                   |                 | 3 maggio 1999     |                 |
| 20 | John Doe                   |                 | 9 maggio 1999     |                 |
| 21 | Forever and a Day (Part 1) |                 | 15 maggio 1999    |                 |
| 22 | Forever and a Day (Part 2) |                 | 23 maggio 1999    |                 |